# 小赤尾岛
小赤尾岛是钓鱼岛及其附属岛屿中的一个小岛，位于赤尾屿西。2012年3月3日，中华人民共和国国家海洋局、民政部公布其标准名称。
小赤尾岛紧邻赤尾屿，面积是赤尾屿各卫星岛中较大的。中华人民共和国公布的钓鱼岛海区的领海基线，其中一个基点就在小赤尾岛。

## 外部連結
- 中華民國內政部釣魚臺列嶼簡介（繁體中文）
- ウオッちず 地図閲覧サービス（試験公開） （页面存档备份，存于）（日本国土地理院の地形図）（日語）